# Iouri Kougatch
Iouri Petrovitch Kougatch (russe : Юрий Петрович Куга́ч), né le 8 mars 1917 (21 mars dans le calendrier grégorien), à Souzdal, dans l'Empire russe, et mort le 22 avril 2013, à Maly Gorodok, en Russie est un peintre soviétique et russe.
Nommé académicien de l'Académie des beaux-arts de l'URSS (ru) en 1975, il a également reçu le titre d'Artiste du peuple de l'URSS en 1977, le Prix Staline (deuxième degré) en 1950 et le Prix d'État de la RSFSR Ilia Répine (ru) en 1969.

## Biographie
Iouri est né le 8 mars 1917 à Souzdal, aujourd'hui dans l'oblast de Vladimir. Il sort diplômé de l'École d'État académique d'art de Moscou 1905 (ru), où il a eu comme enseignants Nikolaï Krymov, et K. F. Morozov. Il commence à participer à des expositions artistiques à partir de 1939.
De 1938 à 1942, il étudie à l'Institut des Beaux-Arts de Moscou Sourikov (ru). Il y prolonge sa formation comme aspirant avec comme enseignants Sergueï Guerassimov, Nikolaï Maksimov, et Igor Grabar. De 1948 à 1951, il enseigne à l'Institut Sourikov. Il est nommé en 1975 membre de l'Académie des beaux-arts de l'URSS (ru), dont il est membre correspondant de cette Académie depuis 1970.
Ses toiles font partie des collections de la Galerie Tretiakov, du Musée russe, de musées d'art russes et ukrainiens, ainsi que de collections privées en Russie et à l'étranger, aux États-Unis, en Allemagne, en Espagne, en France et au Japon.
Il meurt 23 avril 2013 dans le village de Maly Gorodok, district de Vychnevolotski, dans l'oblast de Tver. Il est enterré au cimetière Serebroannicheski de la colonie de Sadovy.

## Prix et récompenses
- Ordre de l'honneur (1997) - pour services rendus à l'État, grande contribution au renforcement de l'amitié et de la coopération entre les nations, nombreuses années de travail fructueux dans le domaine de la culture et de l'art [3].
- Ordre de la révolution d'Octobre (1987) - pour ses mérites dans le développement de l'art soviétique et son soixante-dixième anniversaire [4].
- Artiste du peuple de l'URSS (1977).
- Artiste du peuple de la RSFSR (1965)[1].
- Artiste émérite de la République socialiste fédérative soviétique de Russie (1963).
- Prix Staline, deuxième degré (1950)[1] - pour le tableau Les gens avancés de Moscou au Kremlin («Передовые люди Москвы в Кремле») et pour la série de portraits Les gens remarquables de Moscou («Знатные люди Москвы»), avec d'autres co-auteurs.
- Prix d'État de la RSFSR Ilia Répine (ru) (1969) - pour les tableaux Le samedi («В субботу»), Avant les danses, («Перед танцами»), La noce. («Свадьба»)[1].